# Emeka Mamale
Emeka Esanga Mamale, né le 21 octobre 1977 au Zaïre et mort le 25 juin 2020 à Kinshasa en RDC, est un ancien footballeur international congolais, qui évoluait au poste d'attaquant.

## Biographie

### Carrière en sélection
Avec l'équipe du Zaïre puis de la RDC, il joue entre 1996 et 2001.
Il figure dans le groupe des sélectionnés lors des Coupes d'Afrique des nations de 1996, de 2000 et de 2004. Il se classe troisième de la compétition en 1998.
Il joue également quatre matchs comptant pour les tours préliminaires de la coupe du monde 1998

### Mort
Il est mort le 25 juin 2020 à l’hôpital Saint Joseph à Limete (Kinshasa) de suite d’une maladie.

## Palmarès
| Motema Pembe - Championnat du Zaïre (1) : - Champion : 1996. |  | Pohang Steelers - Ligue des champions (1) : - Vainqueur : 1996-97. - Supercoupe d'Asie : - Finaliste : 1997. - Coupe afro-asiatique : - Finaliste : 1997. |  | 1º de Agosto - Coupe d'Angola : - Finaliste : 2004. |